# Maison des cantons
La Maison des cantons est un bâtiment situé à Berne en Suisse. Construit en 1893, il a servi de bureaux à différents offices et régies fédéraux avant de devenir le siège de plusieurs conférences intercantonales et organisation apparentées.  
La concentration de ces institutions vise à créer des synergies et à renforcer la coopération intercantonale. Elle doit permettre aux cantons de présenter plus facilement leurs préoccupations communes à la Confédération. Les représentants des cantons s'y retrouvent pour des réunions de travail et des conférences et entretiennent des contacts avec le gouvernement fédéral.   
La Maison des cantons est gérée par la Fondation pour la collaboration confédérale.

## Conférences présentes
- Gouvernement
  - CdC – Conférence des gouvernements cantonaux
- Économie et finances
  - CPED – Conférence des chefs des départements cantonaux de l'économie publique
  - CDF  – Conférence des directeurs cantonaux des finances
- Formation, affaires sociales et santé
  - CDIP – Conférence suisse des directeurs cantonaux de l'instruction publique
  - CDAS – Conférence des directrices et directeurs cantonaux des affaires sociales
  - CDS – Conférence suisse des directrices et directeurs cantonaux de la santé
- Construction, environnement et agriculture
  - DTAP – Conférence suisse des directeurs cantonaux des travaux publics, de l'aménagement du territoire et de l'environnement
  - CIC – Conférence des inspecteurs cantonaux des forêts
  - LDK – Conférence des directeurs cantonaux de l'agriculture
- Energie et transport
  - CTP – Conférence des directeurs cantonaux des transports publics
  - EnDK – Conférence des directeurs cantonaux de l'énergie

- Sécurité et Justice
  - Conférence suisse des directrices et directeurs cantonaux des affaires militaires et de la protection civile
  - CDPVS – Conférence de Directrices et Directeurs des villes suisses
  - CCDJP – Conférence des directrices et directeurs des départements cantonaux de justice et police
  - CSSP – Coordination Suisse des Sapeurs–Pompiers

- Chanceliers et secrétaires communaux
  - Conférence des chanceliers d’État
  - CSSM – Conférence Suisse des Secrétaires Municipaux